# تلويحة

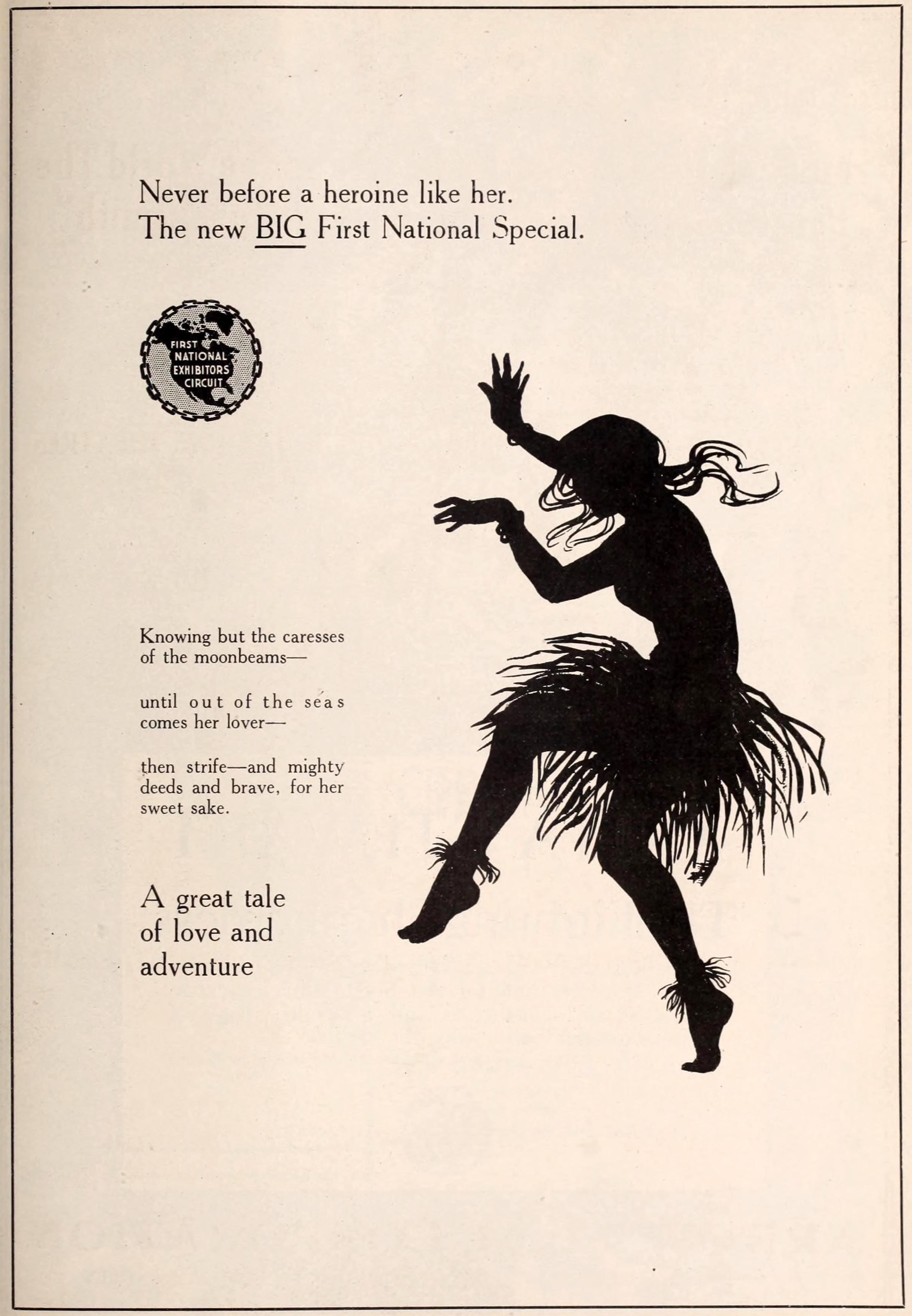

التلويحة Teaser مجموعة من الإعلانات الترويجية تحتوي على سلسلة من اعلانات صغيرة ومخفية و منافسة تسبق عمل كبير لمنتوج أو عمل فني من قبيل الأفلام وألعاب الفيديو.